# Dr. Acula
Dr. Acula — американський дезкор-гурт з міста Лонг-Айленд, заснований 2005 року. Гурт має 5 студійних альбомів, та до свого розпаду були підписані на Victory Records.

## Склад гурту

### Колишні учасники
- Bill Graffeo – гітара (2005–2012)
- Craig Hecht – семпли (2005–2006)
- Rob Accardi – вокал (2005–2007)
- Mike Constentino – ударні (2005–2007)
- Bert Vegas – вокал, клавішні (2005–2008)
- Lou "Dawg" Figurito – гітара, бас-гітара (2005–2009)
- Rob "Acula" Guarino – гітара, бас-гітара (2005–2007, 2007–2009), клавішні (2008)
- Peter Stolarski - семпли/клавішні (2006-2007) вокал (2007-2009)
- Casey Carrano – вокал (2009–2013)
- Ricky Ostolaza – гітара (2010–2013)
- Jesse Ciappa – ударні (2010–2013)
- Kevin Graffeo – бас-гітара (2009–2013)
- Billy Brady – ударні (2007–2008)
- Jon-Erik "Jerik" Pantorno – ударні (2007, 2008),
- Adam Stiletto- бас-гітара (2007), клавіатура (2008)
- Eric Wallwork – ударні (2008–2009)
- Tyler Guida – вокал (2008–2012)
- Drew Gipe – ударні (2009–2010)
- Joey Simpson – клавішні, семпли (2009–2011)

## Дискографія
Студійні альбоми
- S.L.O.B. (Silver-Lipped Operator of Bullshit) (2007, 187 Records)
- Below Me (2008, Uprising)
- The Social Event of The Century (2010, Uprising)
- Slander (2011, Victory)
- Nation (2012, Victory)

Міні-альбоми
- Chillogy (2006, самовидання)
- Demo 2007 (2007, самовидання)

## Відеографія
- "Is This a Party, or a Dick Measuring Contest?" (2010)
- "Who You Gonna Call?" (2011)
- "Welcome to Camp Nightmare" (2011)
- "Party 2.0" (2012)
- "Ironic Enclosure" (2012)
- "Citizens Arrest" (2012)